# 139 (numero)
Centotrentanove (139) è il numero naturale dopo il 138 e prima del 140.

## Proprietà matematiche
- È un numero dispari.
- È un numero difettivo.
- È il trentaquattresimo numero primo (precede il 149 e segue il 137).
- È un numero nontotiente.
- È un numero strettamente non palindromo.
- È parte della terna pitagorica (139, 9660, 9661).
- È un numero felice.

## Astronautica
- Cosmos 139 è un satellite artificiale russo.

## Astronomia
- 139P/Väisälä-Oterma è una cometa periodica del sistema solare.
- 139 Juewa è un asteroide della fascia principale del sistema solare.